# Myriopteris marsupianthes
Myriopteris marsupianthes är en kantbräkenväxtart som beskrevs av Fée. Myriopteris marsupianthes ingår i släktet Myriopteris och familjen Pteridaceae. Inga underarter finns listade.